# 歌おう!東北のど自慢
『歌おう!東北のど自慢』（うたおう とうほく のどじまん）は、NHK仙台放送局他、東北地方のNHK各局に向けて放送された『NHKのど自慢』のスピンオフ（派生）番組である。

## 概要
2011年3月に東日本大震災が発生し、地震と大津波、東京電力福島第一原子力発電所事故などにより、甚大な被害を受けた。そこで、震災からの復興を目指し、被災地の住民に元気を与えようということで、同年6月から随時東北地方各県を巡回して、「のど自慢大会」を展開しようということとなった。この模様は後日『東北Z』として東北地方向けに放送され、さらにその数日後には『ろーかる直送便』の枠内で全国放送された。
なお、2012年3月16日には「思いを歌にのせて〜歌おう!東北のど自慢・総集編〜」と題し、これまで5回にわたって行われた本企画を振り返るドキュメントを放送した。
基企画との相違点
コストの削減と被災地を中心とした東北各県を巡回するという趣旨の下で開催するため、通常は予選と本番をそれぞれ1日ずつ掛けて行うところを予選から本番までを1日で行う。大体午前中に予選、午後に本番となる。
また予選の参加申し込みが多い場合、まずじゃんけんなどの抽選で100組程度に絞る。その後予選を行い15組に絞ったところで本番となる。
オーケストラの出演はなく、演奏はカラオケを使う。合否判定のチューブラベルはなく、合格の場合はハンドベル、失格の場合は寺のカネを使う。
基企画と同じ点
出場資格は開催自治体に在住・在勤・在学する15歳以上なら年齢・性別問わず。見学については年齢不問（ただし、事前申し込みなし。当日直接会場入りして申し込む）。

## 司会
- 徳田章（第1回）
- 小松宏司（第2回）
- 稲塚貴士（第3回）
- 滑川和男（第4回）
- 高橋さとみ（第5回）

## 開催地
1. 2011年6月19日：福島県田村市[3][2]（田村市総合体育館）
本来3月の基企画で全国に生放送される予定だったが、震災により開催が取り止めとなった会場である。
2. 2011年7月10日：宮城県岩沼市[4]（市営陸上競技場）
3. 2011年9月25日：岩手県山田町[5]（山田町中央公民館）
4. 2012年1月22日：宮城県石巻市[6]（石巻市河北総合センター・ビッグバン）
5. 2012年2月11日：宮城県南三陸町[7]（南三陸町総合体育館ベイサイドアリーナ）

## 11年越しの田村市での開催
2022年3月13日に田村市総合体育館で、本編のNHKのど自慢が11年の歳月を乗り越えて開催された。2011年も本来の開催予定日であった3月13日はこの2022年と同じく日曜日であった。当日の生放送の舞台裏は、4月8日にNHK福島放送局製作で「東北ココから」（19:30-19:57）としてドキュメンタリー（案内役・ナレーションは2022年現在の司会者である小田切千）が放送され・、4月29日には「東北ココから」と同じ時間帯で全国向けに再構成して放送された。